# 模擬城市 (1989年遊戲)
《模擬城市》是一款城市建造的電子遊戲，發售於1989年，是Maxis的第一個產品。最初發行的平台為DOS，之後又陸續推出了麥金塔、Windows與超級任天堂等平台上的版本。当前该系列的版权所有者以及发行商为艺电。2007年，EA公司以GPL开放最初的原始版本，并将其更名为Micropolis，免费预装给OLPC用户。

## 系列作品
- 模擬城市 (1989年)（其开源化更名为Micropolis）
- 模擬城市2000
- 模擬城市3000
- 模擬城市4
- 模擬城市 (2013)

## 其他
- OpenCity
- Lincity-NG